# Irossona
Irossona es un despoblado que actualmente forma parte del concejo de Zuazo de San Millán, que está situado en el municipio de San Millán, en la provincia de Álava, País Vasco (España).

## Localización
Estaba situado entre los pueblos de Sornostegui y Udala, que actualmente también son despoblados.

## Historia
Documentado desde 1025 (Reja de San Millán), como perteneciente al Distrito de Septem Alfoces, para 1257 ya no aparecía en los censos.